# Campionati mondiali di nuoto in vasca corta 2021 - 200 metri stile libero femminili
La gara di nuoto degli 200 metri stile libero femminili dei Campionati mondiali di nuoto in vasca corta 2021 è stata disputata il 16 dicembre presso l'Etihad Arena ad Abu Dhabi negli Emirati Arabi Uniti.
Vi hanno preso parte 50 atlete provenienti da 45 nazioni.

## Podio
| Posizione | Atleta          | Nazionalità |
| --------- | --------------- | ----------- |
| Oro       | Siobhán Haughey | Hong Kong   |
| Argento   | Rebecca Smith   | Canada      |
| Bronzo    | Paige Madden    | Stati Uniti |

## Programma
| Data             | Ora   | Turno    |
| ---------------- | ----- | -------- |
| 16 dicembre 2021 | 10:06 | Batterie |
| 16 dicembre 2021 | 18:09 | Finale   |

## Record
Prima della manifestazione il record del mondo e il record dei campionati erano i seguenti.
| Record mondiale       | 1'50"43 | Sarah Sjöström Svezia | 12 agosto 2017 Eindhoven, Paesi Bassi |
| Record dei campionati | 1'50"78 | Sarah Sjöström Svezia | 7 dicembre 2014 Doha, Qatar           |

Durante l'evento è stato migliorato il seguente record:
| Data        | Evento | Atleta          | Nazione   | Tempo   | Record          |
| ----------- | ------ | --------------- | --------- | ------- | --------------- |
| 16 dicembre | Finale | Siobhán Haughey | Hong Kong | 1'50"31 | Record mondiale |

## Risultati

### Batterie
I migliori 8 tempi accedono alla finale
| Pos | Batt | Corsia | Nome                    | Nazione                 | Tempo       | Note |
| --- | ---- | ------ | ----------------------- | ----------------------- | ----------- | ---- |
| 1   | 4    | 5      | Rebecca Smith           | Canada                  | 1:52.86     | Q    |
| 1   | 5    | 4      | Siobhán Haughey         | Hong Kong               | 1:52.86     | Q    |
| 3   | 5    | 6      | Paige Madden            | Stati Uniti             | 1:53.30     | Q    |
| 4   | 5    | 5      | Charlotte Bonnet        | Francia                 | 1:54.43     | Q    |
| 5   | 5    | 2      | Joanna Evans            | Bahamas                 | 1:54.51     | Q    |
| 6   | 4    | 3      | Katja Fain              | Slovenia                | 1:54.61     | Q    |
| 7   | 3    | 2      | Summer McIntosh         | Canada                  | 1:54.63     | Q    |
| 8   | 3    | 4      | Marrit Steenbergen      | Paesi Bassi             | 1:54.70     | Q    |
| 9   | 3    | 5      | Barbora Seemanová       | Rep. Ceca               | 1:54.75     |      |
| 10  | 3    | 3      | Ekaterina Nikonova      | Fed. Nuoto Russa        | 1:54.99     |      |
| 11  | 4    | 4      | Freya Anderson          | Regno Unito             | 1:56.19     |      |
| 12  | 4    | 6      | Isabel Marie Gose       | Germania                | 1:56.36     |      |
| 13  | 4    | 2      | Anna Egorova            | Fed. Nuoto Russa        | 1:56.44     |      |
| 14  | 4    | 0      | Cheng Yujie             | Cina                    | 1:56.80     |      |
| 15  | 5    | 9      | Lena Kreundl            | Austria                 | 1:57.03     |      |
| 16  | 3    | 0      | Elisbet Gámez           | Cuba                    | 1:57.26     |      |
| 17  | 3    | 7      | Lucy Hope               | Regno Unito             | 1:57.28     |      |
| 18  | 3    | 6      | Valentine Dumont        | Belgio                  | 1:57.56     |      |
| 19  | 5    | 3      | Annika Bruhn            | Germania                | 1:57.74     |      |
| 20  | 3    | 1      | Janja Šegel             | Slovenia                | 1:57.81     |      |
| 21  | 4    | 7      | Gabrielle Roncatto      | Brasile                 | 1:57.85     |      |
| 22  | 4    | 1      | Monique Olivier         | Lussemburgo             | 1:59.32     |      |
| 23  | 5    | 7      | Nikolett Pádár          | Ungheria                | 1:59.43     |      |
| 24  | 3    | 9      | Laura Littlejohn        | Nuova Zelanda           | 1:59.67     |      |
| 25  | 2    | 3      | Inés Marín              | Cile                    | 2:00.02     |      |
| 26  | 5    | 1      | Sabína Kupčová          | Slovacchia              | 2:00.28     |      |
| 27  | 3    | 8      | Ieva Maļuka             | Lettonia                | 2:00.40     |      |
| 28  | 5    | 0      | Laura Lahtinen          | Finlandia               | 2:00.65     |      |
| 29  | 2    | 5      | Kornkarnjana Sapianchai | Thailandia              | 2:00.97     |      |
| 30  | 2    | 4      | Zhanet Angelova         | Bulgaria                | 2:01.03     |      |
| 31  | 5    | 8      | Merve Tuncel            | Turchia                 | 2:01.04     |      |
| 32  | 2    | 2      | Julimar Ávila           | Honduras                | 2:01.68     |      |
| 33  | 1    | 4      | Elisabeth Timmer        | Aruba                   | 2:03.45     |      |
| 34  | 4    | 9      | Michaela Pulford        | Sudafrica               | 2:03.67     |      |
| 35  | 2    | 6      | Sasha Gatt              | Malta                   | 2:05.16     |      |
| 36  | 2    | 8      | Lina Khiyara            | Marocco                 | 2:05.58     |      |
| 37  | 2    | 7      | Chrysoula Karamanou     | Cipro                   | 2:05.60     |      |
| 38  | 1    | 0      | Batbayaryn Enkhkhüslen  | Mongolia                | 2:06.29     |      |
| 39  | 2    | 1      | Fatima Alkaramova       | Azerbaigian             | 2:07.65     |      |
| 40  | 1    | 3      | Natalia Kuipers         | Isole Vergini Americane | 2:08.06     |      |
| 41  | 2    | 0      | Ani Poghosyan           | Armenia                 | 2:08.14     |      |
| 42  | 1    | 5      | Jehanara Nabi           | Pakistan                | 2:08.51     |      |
| 43  | 1    | 6      | Alexia Savinova         | Moldavia                | 2:08.95     |      |
| 44  | 1    | 2      | Bianca Mitchell         | Antigua e Barbuda       | 2:11.04     |      |
| 45  | 1    | 7      | Katie Rock              | Albania                 | 2:11.96     |      |
| 46  | 2    | 9      | Sara Akasha             | Emirati Arabi Uniti     | 2:12.89     |      |
| 47  | 1    | 8      | Charissa Panuve         | Tonga                   | 2:19.53     |      |
| 48  | 1    | 9      | Keana Santos            | Guam                    | 2:24.08     |      |
| 49  | 1    | 1      | Ammara Pinto            | Malawi                  | 2:24.97     |      |
| -   | 4    | 8      | Quah Jing Wen           | Singapore               | non partita |      |

### Finale
| Pos. | Corsia | Atleta             | Nazionalità | Tempo   | Note |
| ---- | ------ | ------------------ | ----------- | ------- | ---- |
|      | 5      | Siobhán Haughey    | Hong Kong   | 1:50.31 | WR   |
|      | 4      | Rebecca Smith      | Canada      | 1:52.24 |      |
|      | 3      | Paige Madden       | Stati Uniti | 1:53.01 |      |
| 4    | 7      | Katja Fain         | Slovenia    | 1:53.48 |      |
| 5    | 1      | Summer McIntosh    | Canada      | 1:53.65 |      |
| 6    | 6      | Charlotte Bonnet   | Francia     | 1:53.68 |      |
| 7    | 8      | Marrit Steenbergen | Paesi Bassi | 1:54.32 |      |
| 8    | 2      | Joanna Evans       | Bahamas     | 1:54.93 |      |